# Joachim Herz (Unternehmer)
Joachim Herz (* 25. August 1941; † 31. Mai 2008 in Atlanta, Georgia, USA) war ein deutscher Unternehmer; er besaß 15 % der Anteile der Tchibo Holding AG (seit 2007: Maxingvest), die die Mehrheit sowohl an der Tchibo GmbH als auch an der Beiersdorf AG hält. Joachim Herz war kinderlos und sein Nachlass befindet sich in der Joachim Herz Stiftung. 

## Werdegang
Joachim Herz war der zweitälteste Sohn des 1965 verstorbenen Tchibo-Gründers Max und seiner Frau Ingeburg Herz. Während sein Bruder Günter Herz das Unternehmen führte, hat sich Joachim Herz mit allgemeinen Wirtschaftsfragen beschäftigt. Zwischen den Geschwistern, die zu den reichsten Deutschen gehören, gab es Uneinigkeit über die Ausrichtung des Unternehmens. Joachim Herz war 2004 dagegen, dass seine Geschwister Günter und Daniela Herz mit etwa vier Mrd. Euro ausbezahlt wurden und seither nicht mehr am Firmenbesitz beteiligt sind. 2007 überschrieb er Karl-Walter Freitag Aktien, der damit der erste Anteilseigner außerhalb der Herz-Familie war.
1981 lernte er seine zweite Ehefrau Petra Herz kennen, die er 1984 heiratete. Bis zum 1. März 2016 führte sie die nach ihm benannte Stiftung als Vorstand und wechselte danach in den Ehrenvorsitz. Zusammen mit ihr entwickelte Joachim Herz das Konzept der Joachim Herz Stiftung, die am 24. Juli 2008, acht Wochen nach seinem Tod, gegründet wurde. 2008 betrug der finanzielle Grundstock des Stiftungsvermögens rund 1,3 Milliarden Euro. Dieses beinhaltet vor allem eine Beteiligung an der Beiersdorf AG. Zum Zeitpunkt seines Todes wurde Joachim Herz auf der Forbes Fortune-Top-500-Liste der reichsten Menschen der Welt auf Platz 368 geführt, und auf Platz 34 der reichsten Deutschen.
Joachim Herz lebte in Hamburg sowie auf einer Farm in der Nähe von Atlanta, Georgia. Im Newton County erwarb er über 1.000 Hektar Land. Er besaß einen Flug- und Helikopterschein, war aktiver Segler und Schwimmer. Beim Schwimmen abseits des Schwimmbades im Hauptkanal des Stausees Lake Rabun in der Nähe von Atlanta, rund hundert Meilen nördlich seines amerikanischen Wohnsitzes auf der Little Springs Farm in Covington, Georgia, wurde er von einem Wasserski-Sportboot überfahren und dabei so schwer verletzt, dass er an den Folgen starb. Der Bootsführer, ein 43-Jähriger aus Forsyth, Georgia, war weder alkoholisiert noch zu schnell unterwegs. So ist die Todesursache auf ein tragisches Unglück zurückzuführen. Joachim Herz wurde im Familiengrab auf dem Ohlsdorfer Friedhof beigesetzt.

## Familie
Geschwister:
- Günter Herz (* 1940),
- Michael Herz (* 1943),
- Wolfgang Herz
- Daniela Herz-Schnoeckel[5]